# شهرستان گلدن ولی (داکوتای شمالی)
شهرستان گلدن ولی، داکوتای شمالی (به انگلیسی: Golden Valley County, North Dakota) یک سکونتگاه مسکونی در ایالات متحده آمریکا است که در داکوتای شمالی واقع شده‌است.

## خصوصیات
شهرستان گلدن ولی ۲٬۵۹۵٫۱۸ کیلومترمربع مساحت دارد.